# Perșe Travnea, Novhorodka
Perșe Travnea (în ucraineană Перше Травня) este un sat în comuna Novoandriivka din raionul Novhorodka, regiunea Kirovohrad, Ucraina.

## Demografie
Componența lingvistică a localității Perșe Travnea
     Ucraineană (60%)
     Rusă (40%)
Conform recensământului din 2001, majoritatea populației localității Perșe Travnea era vorbitoare de ucraineană (60%), existând în minoritate și vorbitori de rusă (40%).